# غودوخوس
بلدية غودوخوس (بالإسبانية: Godojos) هي بلدية تقع في مقاطعة سرقسطة التابعة لمنطقة أراغون شمال شرق إسبانيا.

## الديموغرافيا
بلغ عدد سكان بلدية غودوخوس 44 نسمة عام 2011 (وفقاً للمعهد الوطني الإسباني للإحصاء).
| 77 | 71 | 70 | 59 | 55 | 52 | 44 |